# ما وراء مبدأ اللذة
ما وراء مبدأ اللذة (بالألمانية: Jenseits des Lustprinzips)‏ هو مقال لعالم النفس النمساوي سيغموند فرويد نشره عام 1920 ويمثل نقطة تحول رئيسية في نهجه النظري. سابقا، أرجع فرويد الدافع وراء معظم السلوكات البشرية إلى الغريزة الجنسية (إيروس أو الرغبة الجنسية). ذهب فرويد مع هذا المقال إلى أبعد من مبدأ المتعة البسيطة، حيث طور نظريته في المحركات مع إضافة محرك الموت  (يشار إليه غالبًا باسم «ثاناتوس»).

## الأهمية
تصف المقالة البشر على أنهم يكافحون بين محركين متعارضين: إيروس (الحب)، الذي ينتج الإبداع والانسجام والاتصال الجنسي والإنجاب والحفاظ على الذات؛ وثاناتوس (الموت)، الذي يجلب الدمار والتكرار والعدوان والإكراه وتدمير الذات.
في الفصلين الرابع والخامس، يفترض فرويد أن «عملية إنشاء خلايا حية» تربط الطاقة وتخلق اختلال التوازن. إن الضغط على المادة للعودة إلى حالتها الأصلية هو ما يعطي الخلايا نوعية حياتها. العملية مماثلة لشحن واستنفاد البطارية. هذا الضغط من أجل الانتشار الجزيئي يمكن أن يسمى «رغبة الموت». إن إكراه المادة في الخلايا للعودة إلى الحالة غير المنتشرة، يمتد إلى الكائن الحي بأكمله. وهكذا، فإن رغبة الموت النفسية هي مظهر من مظاهر الإكراه البدني الأساسي الموجود في كل خلية.
ذكر فرويد أيضاً الاختلافات الأساسية كما يراها بين منهجه ومنهج كارل يونج، ولخَّص الأبحاث المنشورة في الدوافع الأساسية (الفصل السادس).

## ملخص
«ما وراء مبدأ اللذة يعد نصّاً صعباً». هكذا صرَّحَ إيرنست جونز، أحد أقرب المقربين من فرويد وعضو في حلقته الداخلية، «قطار الفِكر لا تسهُل متابعته... ووجهات نظر فرويد حول الموضوع غالباً ما يتم إساءة تفسيرها إلى حد كبير.» 
ما تم تسميته «اثنين من اللوحات الجدارية المميزة أو كانتي»  ' لمبدأ «ما وراء اللذة» بين الفصلين الثالث والرابع. كما لاحظ أوتو فينيتشيل، فإن تصنيف فرويد الجديد [الغريزي] له قاعدتان، الأولى هي المضاربة (مبنية على التخمين)، والأخرى سريرية. في كلمات فرويد الخاصة، الفصل الثاني «والمضاربة في كثير من الأحيان بعيدة المنال، والتي سينظر فيها القارئ أو يرفضها وفقًا لميله الفردي»  - وقد لوحظ أنه في مبدأ المتعة، أن فرويد استخدم تلك الكلمة الغير متوقعة «تكهنات» أكثر من مرة.

### الأدلة السريرية (الفصول من الأول إلى الثالث)
يبدأ فرويد بمبدأ مألوف، ومن دون تحدٍ في نظرية التحليل النفسي: «يتم تنظيم مسار الأحداث الذهنية تلقائيًا بواسطة مبدأ اللذة... ميل قوي نحو مبدأ اللذة». بعد النظر في الوجود الحتمي للتجارب غير السارة في حياة العقل، يختتم الجزء الأول من الكتاب الذي مؤداه أن وجود مثل هذه التجارب غير السارة «لا يتعارض مع هيمنة مبدأ اللذة... لا يبدو أنه يستلزم أي قيود بعيدة المدى لمبدأ اللذة».

#### استثناءات لمبدأ اللذة
يبدأ فرويد بالبحث عن أدلة لوجود قوى غير متوقعة تتجاوز مبدأ اللذة. يجد فرويد استثناءات للقوة العالمية لمبدأ اللذة - «المواقف التي لا يمكن لمبدأ اللذة أن يتعامل معها بشكل كاف»  - في أربعة مجالات رئيسية: ألعاب الأطفال، كما يتضح في لعبة «فورت دا» الشهيرة لحفيده؛ الأحلام المتكررة من الحرب العصبية، نمط السلوك المضر بالنفس الذي يمكن تتبعه من خلال حياة أشخاص معينين [«عصاب القدر»] ؛ ميل العديد من المرضى في التحليل النفسي للعمل مرارًا وتكرارًا على تجاربهم غير السارة في طفولتهم.

#### تكرار الإكراه
من هذه الحالات، استنتج فرويد وجود دوافع وراء مبدأ اللذة. شعر فرويد بالفعل في عام 1919 أنه قادر على فرض «مبدأ إكراه التكرار في العقل اللاواعي، استنادًا إلى النشاط الغريزي وربما المتأصل في طبيعة الغرائز ذاتها - مبدأ قوي بما يكفي لإلغاء مبدأ اللذة». في النصف الأول من مبدأ ما وراء اللذة، «المرحلة الأولى، تُعزى إلى مظاهر التكرار الأكثر تنوعًا، والتي تُعبر جودتها غير القابلة للاختزال عن جوهر الدوافع»  بنفس الطريقة بالضبط.
استنادًا إلى مقالته التي صدرت عام 1914 بعنوان "التذكر والتكرار والعمل من خلال ذلك"، يسلط فرويد الضوء على انه "لا يمكن للمريض أن يتذكر كل ما تعرض له من قمع... ويلتزم بتكرار المادة المكبوتة كتجربة معاصرة بدلاً من ذلك.. - يذكرها على أنها شيء ينتمي إلى الماضي: "إكراه على التكرار".

### المضاربة (الفصول من الرابع إلى السابع)
(بالإنجليزية: Speculation)
بحجة أن الأحلام التي يسترجع فيها المرء الصدمة تخدم وظيفة ملزمة في العقل، مرتبطة بإكراه التكرار، يعترف فرويد بأن هذه الأحلام هي استثناء من القاعدة التي تقول إن الحلم هو تحقيق رغبة. أن المهمة الأولى للعقل هي ربط الإثارة لمنع الصدمة (بحيث لا يبدأ مبدأ المتعة في السيطرة على الأنشطة العقلية حتى يتم ربط الإثارات)، فهو يكرر الحقيقة السريرية المتمثلة في أن «الشخص خلال التحليل  ... الإكراه على تكرار أحداث طفولته في عملية النقل يتجاهل بوضوح مبدأ اللذة بكل طريقة».

#### الماسوشية كأحد المظاهر السريرية
ثم تابع فرويد بالإشارة إلى «ميناء فلسفة شوبنهاور»؛ ولكن في طريقه للعودة إلى العيادة السريرية، اعترف بأنه «يبدو الأمر مثير للريبة كما لو كنا نحاول إيجاد طريقة للخروج من موقف محرج للغاية بأي ثمن». قرر فرويد في النهاية أنه يمكن أن يجد مظهرًا سريريًا لغريزة الموت في ظاهرة الماسوشية «، والتي تعتبر حتى الآن ثانوية للسادية. واقترح أنه يمكن أن يكون هناك ماسوشية أولية، ميل مؤذي للذات من شأنه أن يكون مؤشرا على غريزة الموت». في حاشيته، استشهد سابينا سبيلرين بأنه«جزء كبير من هذه التكهنات كان تم توقعه في عمل مليء بالمواد والأفكار القيمة ولكن للأسف ليس واضحًا تمامًا بالنسبة لي: (سابينا سبيلرين: داي دستروكتيون أل أورساش دي وردينز ، ياهربوش فور سيكشواناليز ، الرابع، 1912). لقد حددت العنصر السادي بأنه» مدمر". "  ثم لتوضيح الغريزة الجنسية من حيث الإجبار على التكرار، يدرج فرويد أسطورة من أفلاطون يدفعها البشر إلى التكاثر من أجل الانضمام إلى الجنسين، التي كانت موجودة من قبل في الأفراد الذين كانوا ذكوراً وإناثًا - لا يزالون «يتجاهلون تمامًا الفروق التأديبية»؛  ويعترف مرة أخرى بالطبيعة المضاربة لأفكاره الخاصة، «تفتقر إلى ترجمة مباشرة للملاحظة إلى نظرية... قد يكون أحدهم قد حقق نجاحًا محظوظًا أو ربما ضل بشكل مخجل».

## دفاع فرويد عن المؤلَف
توفيت ابنة فرويد صوفي في بداية عام 1920، في الفترة ما بين إصدار فرويد لنسخته الأولى (1919) ونسخة مبدأ ما وراء المتعة التي أعيدت صياغتها ونشرت في عام 1920. أصر فرويد على أن الوفاة لا علاقة لها بمحتويات الكتاب. في 18 يوليو 1920، كتب فرويد رسالة إلى ماكس إيتينغون، "والآن ال وراء أخيراً انتهت، وسوف تكون قادرًا على التأكيد أنها كانت نصف جاهزة عندما عاشت صوفي وازدهرت". ومع ذلك، فقد كتب بالفعل (في يونيو) إلى فيرينزي "ظهرت 'استمرارية غريبة' ومن المحتمل أنها الجزء المتعلق بالخلود المحتمل للبروتوزوا ". يعتبر إرنست جونز مطالبة فرويد بشأن إيتينجتون "طلباً غريباً إلى حد ما... [ربما] إنكار داخلي لأفكاره الجديدة حول الموت بعد أن تأثر باكتئابه لفقدان ابنته". وتساءل آخرون أيضًا عن "اختراع غريزة الموت المزعومة - أليست هذه طريقة واحدة للتنظير، أي التخلص - عن طريق نظرية - من شعور"متلبس" في الحياة نفسها... تفاقم بسبب الموت غير المتوقع لابنة فرويد "؟ - ومن المثير للدهشة بالتأكيد أن "مصطلح الموت" - Todestrieb - دخل مراسلاته بعد أسبوع من وفاة صوفي هالبرشتات "؛ حتى يتسنى لنا أن نقبل على الأقل أن "الخسارة يمكن أن تطالب بدور ثانوي... [في] انشغاله التحليلي بالتدمير".

## نتائج مثمرة
في صفحته الأخيرة، يقر فرويد بأن نظريته «تثير بدورها مجموعة من الأسئلة الأخرى التي لا يمكننا إيجاد إجابة عليها في الوقت الحالي». مهما كانت التحفظات المشروعة التي قد تكون حول «احتمال المضاربة لدينا. انها غريزة غريبة موجهة إلى تدمير منزلها العضوي الخاص»، أثبتت مقال فرويد المضاربة انها مثمرة بشكل ملحوظ في تحفيز المزيد من الأبحاث والنظريات التحليلية النفسية، سواء في نفسه أو في أتباع نظريته. وقد نعتبره مثالًا رئيسيًا على فرويد في دوره «كباحث عن المشكلات - شخص يثير أسئلة جديدة... لفت الانتباه إلى مجموعة كاملة من الظواهر والعمليات البشرية».

### كتابات فرويد اللاحقة
أدى التمييز بين مبدأ اللذة ومحرك الموت إلى قيام فرويد بإعادة هيكلة نموذجه الخاص عن النفس.
مع مبدأ ما وراء اللذة، قدم فرويد أيضًا مسألة العنف والتدمير في البشر. تلعب هذه المواضيع دورًا مهمًا في الحضارة وسخطها، حيث يشير فرويد إلى أن الوظيفة الرئيسية للحضارة تتمثل في قمع غريزة الموت. غريزة استمرت في أشكال الهو والأنا والأنا العليا والعصاب.
مؤشر فرويد "أنه في حالات الصدمات النفسية، هناك" عدم وجود أي استعداد للقلق"...   هو رائد للتمييز انه سيجعل في وقت لاحق   ... بين "القلق التلقائي" و "القلق كإشارة".
- بالنسبة لِ لاكان، كان إكراه التكرار أحد "الأربعة"... المصطلحات التي قدمها فرويد كمفاهيم أساسية، وهي اللاوعي والتكرار والتحويل والدافع".[29]
- إريك بيرن يتكيف مع طريقة «فرويد يتحدث عن إكراه التكرار وإكراه القدر   ... لتطبيقها على جميع دورات الحياة» [30] من الحالات الطبيعية والعصبية على حد سواء.
- اعتمد كل من ميلاني كلاين ولاكان نسخًا من حافز الموت في بنياتهم النظرية. «مفهوم كلاين لمحرك الموت يختلف عن فرويد... ولكن هناك إشارة متزايدة باستمرار إلى حافز الموت كسبب معين للنمو العقلي» [31] في أعماله.

## استقبال نقدي
ما وراء اللذة قد يكون نص فرويد الأكثر إثارة للجدل. أطلق عليه جاك لاكان، وهو فرويدي (يتبع لمدرسة فرويد)، «هذا النص الاستثنائي لفرويد، غامض بشكل لا يصدق، ومربك تقريبًا». أحد كاتبي سيرة فرويد الأكثر تعاطفا كتب أن " ما وراء المتعة مبدأ نص صعب   ... العلاقة الحميمة المطمئنة مع التجربة السريرية التي تميز معظم أوراق فرويد، حتى في معظمها النظرية، تبدو باهتة هنا، غائبة تقريبًا. ومضى يقول الطبيب الشخصي لفرويد: "ماكس شور، الذي لا يمكن لأحد أن يتهمه بقراءة فرويد بشكل غير متعاطف، قال بشكل قاطع:«يمكننا فقط افتراض أن استنتاجات فرويد   ... هي مثال على التفكير المخصص لإثبات فرضية سابقة التشكيل... في جميع أنحاء مبدأ ما وراء المتعة».
خلص إرنست جونز إلى أن «هذا الكتاب جدير بالملاحظة إنه الكتاب الوحيد من كتب فرويد الذي حظي بقبول قليل من أتباعه». رفض العديد من زملاء وطلاب فرويد النظريات المقترحة في مبدأ ما وراء المتعة لأن فكرة حافز الموت بدت غريبة.

## روابط خارجية
- ما وراء المتعة (CJM Hubback، trans. 1922.)
- Laplanche، Jean؛ Pontalis، Jean-Bertrand (1988) [1973]. The Language of Psycho-analysis (ط. reprint, revised). London: Karnac Books. ISBN:978-0-946-43949-2. (ردمك 0-94643949-4). مؤرشف من الأصل في 2017-01-11. {{استشهاد بكتاب}}: روابط خارجية في |سنة النشر الأصلية= (مساعدة)  Laplanche، Jean؛ Pontalis، Jean-Bertrand (1988) [1973]. The Language of Psycho-analysis (ط. reprint, revised). London: Karnac Books. ISBN:978-0-946-43949-2. (ردمك 0-94643949-4). مؤرشف من الأصل في 2017-01-11. {{استشهاد بكتاب}}: روابط خارجية في |سنة النشر الأصلية= (مساعدة)  Laplanche، Jean؛ Pontalis، Jean-Bertrand (1988) [1973]. The Language of Psycho-analysis (ط. reprint, revised). London: Karnac Books. ISBN:978-0-946-43949-2. (ردمك 0-94643949-4). مؤرشف من الأصل في 2017-01-11. {{استشهاد بكتاب}}: روابط خارجية في |سنة النشر الأصلية= (مساعدة)